# Orsina Baget i Terrés
Orsina Baget i Terrés, coneguda també com a Orsina Baget de Folch, (Badalona, 1888 – 19 de febrer de 1978) fou una col·leccionista d'instruments musicals, coneguda per contraure matrimoni amb Joaquim Folch i Torres i per la seva donació al Museu de la Música de Barcelona.
Filla de Conrad Baget i Ferrer i de Trinitat Terrés i Alderich, fou la tercera de sis germans. Fou alumna del Col·legi de Sant Andreu de Badalona. Considerada una dona educada en un entorn culte i amb gran afecció per la música, tocava el piano i la cítara i va desenvolupar una afecció vers la poesia. Paral·lelament, estigué molt vinculada a la vida cultural de la ciutat. El 1908, quan Folch i Torres va guanyar la Flor Natural als Jocs Florals de Badalona, va elegir Orsina Baget com a «Reina de la festa». Es va casar l'11 de maig de 1915 amb Joaquim Folch i Torres a l'església de Sant Josep de Badalona.
Orsina Baget va ser influïda directament per Joaquim Folch, qui la va introduir en les seves aficions culturals i artístiques. El matrimoni de Joaquim Folch i Orsina Baget aprofita els viatges que fan per Europa per anar creant una interessant col·lecció d'instruments musicals fruit de l'afecció musical d'Orsina. L'any 1932 la col·lecció ja sumava uns quaranta exemplars d'instruments de corda dels segles XVII, XVIII i XIX. El 1934 Orsina va cedir en dipòsit a la Junta de Museus de Barcelona la seva col·lecció de més de cent instruments de música antics. S'havia d'instal·lar al Palauet Albéniz, però l'inici de la guerra de 1936 va frustrar el projecte fins al 1946, que s'inaugurà el Museu de la Música, a l'Escola Municipal de Música, al carrer Bruc de Barcelona. L'any 2007 el fons del Museu de la Música de Barcelona es va traslladar a l'edifici de L'Auditori, on es troba actualment. L'inventari del fons està format per 180 peces: clavicèmbals, pianos, violoncels, violes, violins, trompes, cítares, fagots, flautes o guitarres.
El matrimoni no va tenir fills i sempre van mantenir una bona relació familiar amb germans i nebots, especialment amb el seu germà Ignasi que vivia a Premià de Mar, prop d'«El Greny», la casa d'aire noucentista que Joaquim i Orsina s'havien construït a la part alta del municipi. A més d'aquesta casa, en tenien residència també a Badalona, Barcelona, «El Gavià» a l'Escala construït el 1951.